# Мушанокођи Санеацу
Мушанокођи Санеацу, рођен 12. маја 1885. у Токију, у крају Кођимаћи у Ћијоди, познати је и реномиран јапански писац, осми син висконта Санеја, који је преминуо у његовој другој години.

## Детињство и младост
Већински је одгајан под окриљем своје мајке. Био је јако крхко и болешљиво дете, те је физичке активности које није могао испунити у школи Гакушуин, иначе познатој по едукацији тадашње аристократије, надоместио развијајући своје реторске вештине и интерес за књижевност. Током свог школовања спријатељио се са Наојом Шигом, будућим романописцем и новелистом, и под утицајем свог ујака заинтересовао се за Библију и дела Толстоја. После завршене школе, уписао се на царском Универзитету у Токију на одсек социологије, међутим, убрзо након тога је напустио студије како би основао књижевнички скуп са Киношитом Ригеном, Шигом Наојом, Аришимом Такеом и Огимаћијем Кинказуом. Скуп су назвали Клуб Четрнаести дан (十四日会(じゅうよっかかい)). Овај скуп се касније развио у познатију групу „Ширакаба“ („Бела бреза“), која је почела да објављује истоимени књижевни магазин 1910. године. Исте године издаје и једно од својих најзачајнијих дела „Добродушан човек“ (おめでたき人), који у знатној мери представља аутобиографски роман о несрећној љубави једног младића. Ово дело је тематски праћено делом „Наивни“, написаном 1912. године. Оба дела су написана са наивним оптимизмом и самоувереношћу, али наговештавају неке касније карактеристике у ауторовом писању, као што су отворен начин излагања и убеђеност у своје ставове, чак и када они одступају од социјалних норми, као и поновно потврђивање вредности живота контрастно песимизму јапанских натуралиста или декаденцији других аутора. Санеацу својим писањем предлаже филозофску и уметничку алтернативу натурализму уз то задржавајући неке од есенцијалних елемената натуралистичке филозофије. Један од њих је ултраиндивидуализам ранијих аутора, с тим што га Санеацу измењује својим уверењем да животом човека управљају његове жеље, а не нагони, како су то тврдили натуралисти, који су човека посматрали као отуђено и очајно биће. У 1913. години, Санеацу и Фусако Мијаги, жена са којом га је упознао Кокићи Отаке, су се венчали. И Мијаги и Отаке су били чланови женског књижевног удружења и истоименог магазина „Учена жена са књижевним амбицијама“ (青鞜(せいとう)).

## Књижевна каријера
Посредством Ширакабе, Мушанокођи се одаљава од Толстојевог идеала жртвовања и промовише своју филозофију хуманизма. У његовим првим делима јасно се може видети утицај Ширакабе у виду убеђења да се у основи сваког уметничког стваралаштва налази личност аутора и да је, сходно томе, најважнија тема сваког уметничког дела управо самоостварење личности аутора (его). При том, није важно да ли је аутор добра или лоша особа или да ли је у праву или греши, већ да су његове мисли и осећања истинито пренесени и са потпуном отвореношћу. Овај став је постао касније теоријска основа правца у јапанској књижевности, познатог као его – белетристика.
Са избијањем Првог светског рата, Мушанокођи се поново окренуо Толстоју као инспирацији и начину даљег развијања своје филозофије хуманизма. Током овог периода, тачније 1915. године, објавио је дело „Његова сестра“ (その妹(いもうと)), драму у којој је описан избор између самољубља и љубави према човечанству. Заједно са Шигом Наојом и Јанагијем Соецуом, преселио се у Ћибу, у Абико 1916. године. Крајем Првог светског рата, групи Ширакаба се све више замера њихов хуманистички оптимизам јер их удаљава од бављења социјалним и историјским проблемима. Мушанокођи се, као одговор на критике, у својим даљим радовима посвећивао социјалним проблемима, те у делу „Сан једне младости“ (あるせいねんのゆめ) објављеном 1916. године, иступа против рата.
Постепено се ослобађао утицаја филозофских идеја Лава Толстоја, међутим, задржао је став о потребности физичког рада и живота од плодова свога рада. На овом ставу се није задржао чисто теоријски, преузевши следећи корак у развијању своје филозофије пресељењем на планине Кијо, Мијазаки на Кјушуу 1918. године, где је купио земљу и формирао квази -утопијску комуну под називом „Ново село“ (新(あたら)しき村(むら)). Она је званично отворена 14. новембра 1918. године, на дан рођења Огиста Родена. Његова основна идеја је била да мора да се живи бавећи се здравим сеоским радом, а да се слободно време посвећује стваралачким интелектуалним активностима. Убрзо након отварања комуне, 1919. године објављује новелу „Срећан човек“ (幸福(こうふく)もの), у којој представља свој идеал људског бића. Мушанокођи неће дуго живети у комуни , преселивши се 1920. године у Нару, при чему је и даље активно учествовао у животу и делатностима комуне.
Потом је написао новелу „Пријатељства“ (友情(ゆうじょう)) 1920. године у којој је дат опис победе хуманизма над егом. Ово дело сматра се једним од његових најбољих, при чему се радња базира на опису односа у љубавном троуглу где је пажња аутора у потпуности усмерена на емоционални живот личности. Реални услови живота у овом роману не утичу ни на формирање њихових карактера, ни на развој саме радње. Самим тим, роман је стриктно усмерен на осећања читаоца. С обзиром да је сам Мушанокођи био ватрени поборник филозофије индивидуализма, своје хероје је приказао као јаке стваралачке личности. Упоредо са радом у комуни, формирао је нови књижевни часопис „Ново село“ и написао обиман аутобиографски роман под називом „Одређени човек“ (ある男), објавивши га у часопису „Каизо“ 1923. До великог Канто земљотреса писао је врло ммало, написавши још и позоришну драму „Нека живи човек“ (人間万歳(にんげんばんざい)), у којој је лако уочљив његов идеализам. Након катастрофе, вратио се у Токио и тамо отворио своју галерију слика, где је почео да продаје своја ликовна дела најчешће осликана мртвом природом. Часопис „Ширакаба“ престаје да се издаје, и Санеацу се окреће писању историјских и биографских новела, као што је новела о Ниномији Сонтокуу, истакнутом пољопривредном вођи, филозофу и моралисти деветнаестог века, и оснива нови часопис „Велика хармонија“ (大調和(だいちょうわ)), усмерен углавном на ликовно стваралаштво, било то западно или традиционално и шире, односећи се на целу азијску културу.
Тридесетих и четрдесетих година, година почетка великог светског хаоса, повукао се из књижевног света. Уз подршку свог брата, Кинтома, иначе тадашњег јапанског амбасадора у нацистичкој Немачкој, Санеацу путује по Европи током 1936. Нове ставове о западној и источној култури објавио је у роману „Љубав и смрт“ (1939), наставку романа „Пријатељства“, у ком кроз љубавну причу прожима тезу која поручује да сада Запад треба да учи од Истока. Током 1946. године додељено му је место у Горњем дому парламента, међутим, након четири месеца је протеран од стране америчких окупационих власти због јавног подржавања делања јапанске владе у Другом светском рату изнетом у делу „Лична размишљања о великом источном азијском рату“ (1942).
Мушанокођи се поново појавио у књижевном свету са својом новелом „Учитељ истине“ (真理先生(しんりせんせい)) 1950. године. Награђен је орденом за културу 1951. године, а 1952. године је постао члан Уметничке академије Јапана.

## Смрт
Доживео је своју деведесету. Преминуо је на Ђинкеи универзитету медицине у болници у Комаеу, у Токију од уремије 9. априла 1976. Његов гроб је у граду Хаћиођи, у близини Токија, а његов дом у Ћофуу, у којем је живео у  периоду од 1955. до 1976. године је претворен у музеј.